# Анна Кравченко
Анна Кравченко (англ. Anna Kravtchenko; нар. 1976) — українська піаністка, що має міжнародне визнання. Вона перемогла на конкурсі піаністів імені Бузоні в 1992 році і стала викладачем фортепіано в Консерваторії італійської музики у Швейцарії (італ. Conservatorio della Svizzera Italiana) у Лугано з 2013 року.

## Навчання
А. Кравченко народилась у місті Харків. Вчилася грі на фортепіано в п'ятирічному віці. Вона згадує: «велика радість бути здатним будувати фрази в певній формі та відкриваючи для себе унікальні звуки».
1995 року А. Кравченко переїхала в Італію. З 1991 по 2000 роки вона навчалася з Леонідом Маргаріусом, спочатку в Харківській консерваторії, а потім в Італії в Міжнародній Академії фортепіано в Імолі.

## Перемоги
У 1991 році вона виграла перший приз на міжнародному конкурсі Концертіно Прага. Через рік, у віці 16 років, А. Кравченко виграла Міжнародний конкурс піаністів імені Феруччо Бузоні. Попередні чотири роки перша премія цього конкурсу не присуджалась. Тому Анна після цього отримала міжнародний концертну кар'єру і записав твори Фридерика Шопена і Ференца Ліста на студії Decca Records.

## Гастролі
А. Кравченко в 1994 році виконала твори Сергія Рахманінова з Варіації на тему Паганіні в Берлінській філармонії.
У 1995 році вона гастролювала по Німеччині та Австрії з Ізраїльським камерним оркестром, граючи твори Дмитра Шостаковича, а також перший концерт для фортепіано з оркестром у Відні в залі Музикферайн.
У 2001 році, коли вона грала Концерт № 2 для фортепіано з оркестром Фа мінор Ф. Шопена з Королівським Ліверпульським Філармонічним оркестром їй диригував Вальтер Веллер. Джеффрі Норріс з Дейлі Телеграф сказав, що вона «на шляху, який ґрунтовно гріє серце і в захваті від почуттів», і пояснив:
|  | Вона включила декоративне письмо Фредеріка Шопена в бачення концерту, який мав згуртованість, життєздатність і плавність. Поетичне мислення повільного руху було налаштоване на блискучі зовнішні рулади у виставі, яке, з обґрунтуванням, продемонструвало повну впевненість у тому, що він хотів сказати, і вміло висловити це красномовно. |

Анна Кравченко також стала переможцем Міжнародного конкурсу у вебконцертному залі 2006 року.
З 2013 року вона викладає фортепіано в Conservatorio della Svizzera Italiana у Лугано, в італомовномцу швейцарському кантоні Тічино.